# 桜井センリ
桜井 センリ（さくらい センリ、1926年〈大正15年〉3月20日  - 2012年〈平成24年〉11月10日）は、日本のピアニスト、コメディアン、俳優。本名・桜井 千里。ワタナベエンターテインメント所属。

## 経歴・人物

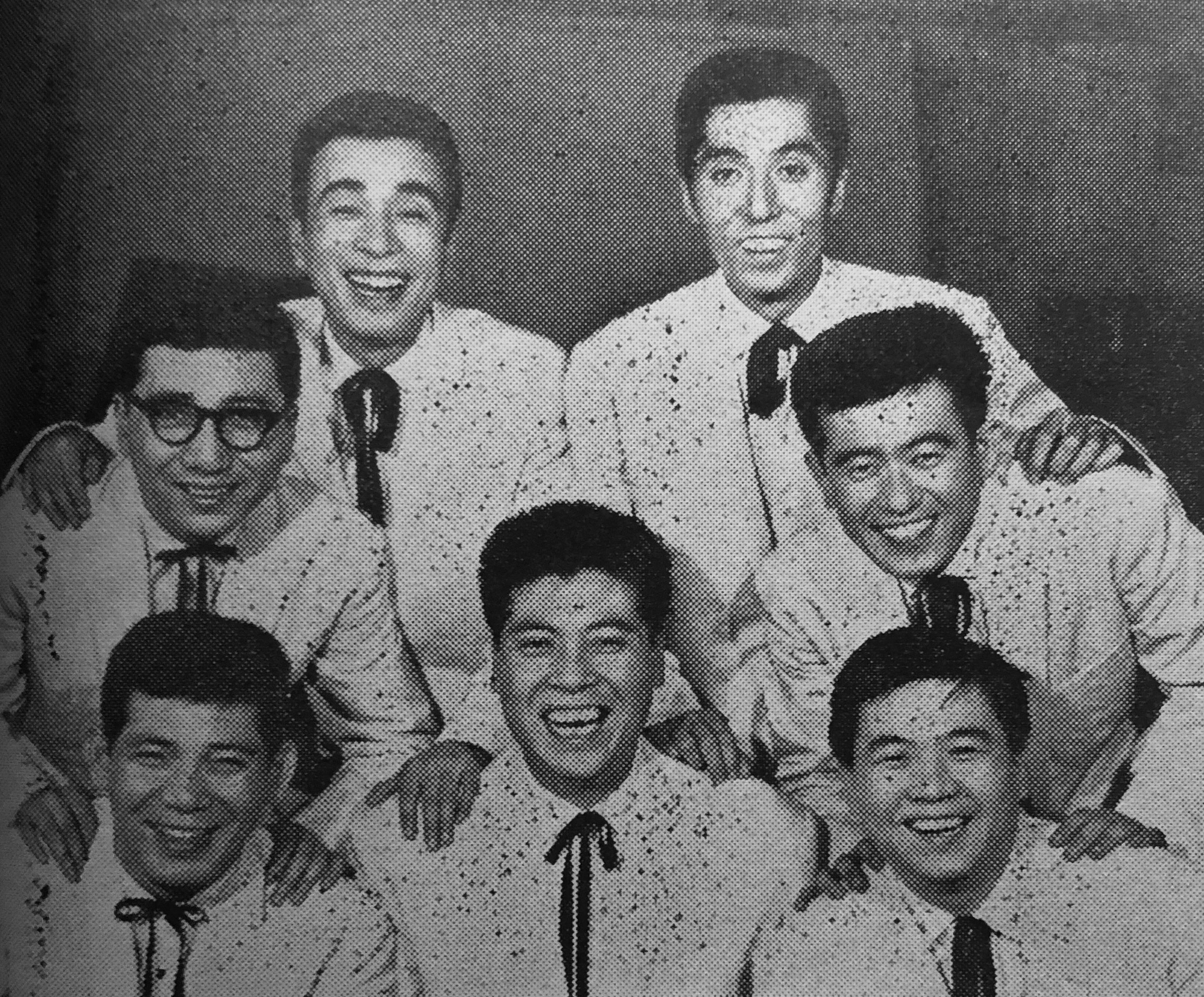
『ハナ肇とクレージーキャッツ』下段左の人物が桜井センリ

公式プロフィール上では1930年（昭和5年）3月20日生まれとなっているが、実際は1926年（大正15年）生まれ。これはハナ肇とクレージーキャッツの他のメンバーとのバランスを取るためだったとされている（最年少の安田伸は1932年（昭和7年）生まれ）。その結果、旧制中学の後輩である石橋エータロー、犬塚弘より年少ということになった。旧名・桜井 ヘンリーとして父志郎の赴任地のイギリス・ロンドンに生まれ、3歳までその地で育つ。いわゆる帰国子女。父は日本人会の代表幹事であった。日本に帰国後、千里と改名したとも言われるが、本名はもともと桜井千里だったとする資料もある。
西巣鴨第三尋常小学校に入学し、4年生から東京音楽学校付属上野児童音楽学園へ通いクラシックピアノを習う。暁星中学校を経て、早稲田大学第一政治経済学部に入学。大学2年のとき「サンバレー・スイング・バンド」というグループからピンチヒッターを頼まれ、のち正式に加入してジャズピアニストとしての活動を開始。
大学中退後、様々なバンドを転々とする。1952年（昭和27年）には、穐吉敏子が渡米してピアニストが不在になったゲイスターズに穐吉の後任として参加。その後、鈴木康允たちとトリオを組んでいたが、フランキー堺の誘いで鈴木と共にジャズバンド「フランキー堺とシティ・スリッカーズ」に参加。当時メンバーであった植木等、谷啓とこの時出会う。1年後にシティスリッカーズを去った後、三木鶏郎の冗談工房に加入し、歌や作曲を指導。当時の芸名は三木雛郎。当時の歌の弟子に左とん平とアイリーン・フェイゲンがいる。
1960年（昭和35年）に植木の紹介でジャズバンド「ハナ肇とクレイジー・キャッツ」に参加。結核のため療養中だった石橋エータローの穴を埋めるべく、約1年間、石橋の代役を務める。石橋復帰後は植木などから「脱退させるべき」との意見が出たが、「せっかく仲間になったんだから」とリーダーであるハナ肇が他のメンバーを説得し正式加入。石橋が脱退する1971年まで、クレイジー・キャッツは、ピアニストが2人という変則的な形をとり、「連弾」というスタイルを生かしたコントも行うようになる（その後も石橋はクレイジーに度々客演しており、連弾は定番となる）。演奏スタイルは石橋は大胆、桜井は繊細と言われる。
バラエティ番組『シャボン玉ホリデー』では、大柄な犬塚弘と組んだアクションが有名。
作曲家としての活動歴があり、スリーファンキーズのシングル盤「ナカナカ見つからない」、弘田三枝子のシングル盤「明日をみつめて」（2曲とも作詞は青島幸男）の作曲を本名の桜井千里名義で担当している。
また俳優としても活躍し、『なつかしい風来坊』（松竹）や『クレージー黄金作戦』（東宝）など多くの映画やテレビ番組などに出演している。また、山田洋次の作品に度々重用され、『男はつらいよ』にも様々な役柄で登場した。舞台でもバイ・プレーヤーとして活躍する。
「キンチョール」CMに出演した「センリ婆さん」のキャラクターも有名。このCMで桜井が言った「ルーチョンキ」という言葉は当時の流行語となった。
生前の桜井はクラシック音楽やオペラにも造詣が深く、専門誌にしばしば原稿を執筆していた。また、演奏の感覚を忘れぬためにピアノに一時間向かうのを日課としていたという。
2006年（平成18年）、映画『待合室』にIGRいわて銀河鉄道いわて銀河鉄道線小繋駅の委託駅員役として出演。
2007年（平成19年）4月27日、植木等の「お別れの会」では谷、犬塚と共に葬儀委員長を務めた。2010年（平成22年）11月11日に行われた谷啓の「お別れの会」が、最後の公の場となった。
2012年（平成24年）11月11日、東京都新宿区の自宅にて遺体で発見された。翌12日、病気による『孤独死』として報道される。86歳だった。1967年に元・宝塚歌劇団員だった女性と結婚しているが、のちに離婚。その後は母親と2人暮らしだったが、1984年に母親を亡くしてからは独り暮らしだった。持病など直接の死因は不明だが、1996年には狭心症を発症し入院。出演予定だった舞台を降板している。自宅で発見される直近では、電動車いすを使用して買物に出る姿が目撃されていた。墓所は多磨霊園（18区1種55側29番）。
桜井の没後、2023年10月までの約11年は犬塚がクレージーキャッツ唯一の存命メンバーとなった。

## 主な出演

### 映画
※ 太字は役名

#### 東宝クレージー映画
- ニッポン無責任時代（1962年） - 青木
- ニッポン無責任野郎（1962年） - 大原
- クレージー作戦 先手必勝（1963年） - 佐倉千里
- 日本一の色男 （1963年） - アパートの管理人
- クレージー作戦 くたばれ!無責任（1963年） - 桜田
- 香港クレージー作戦（1963年） - 桜橋
- 日本一のホラ吹き男（1964年） - 社長の運転手
- 無責任遊侠伝（1964年） - 佐倉
- 花のお江戸の無責任（1964年） - 出ッ尻清兵衛
- 日本一のゴマすり男（1965年） - 営業課長
- 大冒険（1965年） - 加倉井編集長
- 無責任清水港（1966年） - 紋太
- 日本一のゴリガン男（1966年） - 友永
- クレージーだよ奇想天外（1966年） - ホントの鈴木太郎
- クレージー大作戦（1966年） - ジョージ馬場
- クレージーだよ天下無敵（1967年） - 曽呂利アナウンサー
- クレージー黄金作戦（1967年） - 中林
- クレージーの怪盗ジバコ（1967年） - 老婆
- クレージーメキシコ大作戦（1968年） - 日系人ケン
- 日本一の裏切り男（1968年） - ジョージ
- クレージーのぶちゃむくれ大発見（1969年） - 八重桜の留吉
- クレージーの大爆発（1969年） - 土井
- クレージーの殴り込み清水港（1970年） - 小政
- だまされて貰います（1971年） - 佐倉

#### 男はつらいよシリーズ
- 男はつらいよ 寅次郎夕焼け小焼け（1976年） - 竜野市観光課長
- 男はつらいよ 寅次郎頑張れ!（1977年） - 平戸の神父
- 男はつらいよ 翔んでる寅次郎（1979年） - 結婚式場の係員
- 男はつらいよ 花も嵐も寅次郎（1982年）- 観覧車係員
- 男はつらいよ 旅と女と寅次郎（1983年） - 芸能プロダクション社員三田
- 男はつらいよ 寅次郎真実一路（1984年） - タクシーの運転手
- 男はつらいよ 幸福の青い鳥（1986年） - 上海軒の主人
- 男はつらいよ 寅次郎の青春（1992年） - 麒麟堂
- 男はつらいよ 寅次郎の縁談（1993年） - 島の住職
- 男はつらいよ 寅次郎紅の花（1995年） - 駅舎の委託駅員

#### その他
- 初恋カナリヤ娘 (1955年、日活） - バンドマン（ピアニスト）　※ノンクレジット
- 竜巻小僧（1960年） - クレージーキャッツのメンバー
- 馬鹿まるだし（1964年） - 伍助
- 素敵な今晩わ（1965年）
- 運が良けりゃ（1966年） - 久六
- なつかしい風来坊（1966年） - 中年の巡査
- 九ちゃんのでっかい夢（1967年） - 南原医局員
- 喜劇 一発勝負（1967年） - 青田
- さそり（1967年）
- ハナ肇の一発大冒険（1968年） - ダルマ堂
- 空想天国（1968年） - 刑事B
- 起きて転んでまた起きて（1971年） - 婆さん
- 喜劇 命のお値段（1971年） - 新吉
- 家族（1970年） - 喜劇役者
- 生まれかわった為五郎（1972年） - 神主
- 祭りだお化けだ全員集合!! (1972年） - 保健所員
- 東京ド真ん中（1974年）
- 青春の構図（1976年）
- 本日ただいま誕生（1978年）
- 月光仮面（1981年）
- 俺ら東京さ行ぐだ（1985年）
- キネマの天地（1986年） - 守衛
- 旅路 村でいちばんの首吊りの木（1986年）
- 愛しのチイパッパ（1986年）
- 会社物語 MEMORIES OF YOU（1988年） - 桜田千里
- 平成無責任一家 東京デラックス（1995年） - 浅井正道
- 卓球温泉（1998年）
- お墓がない!（1998年）
- 白痴（1999年） - 医者
- 十五才 学校IV（2000年） - 正夫
- たそがれ清兵衛（2002年） - 藤左衛門付きの仲間
- バーバー吉野（2003年） - 三河盛平
- 天国の本屋〜恋火（2004年） - 太助
- 待合室（2006年） - 小堀善一郎

### テレビドラマ
- 若い季節（1961 - 1964年、NHK）
- 眠狂四郎（1967年、フジテレビ）
- 銭形平次 （フジテレビ）
  - 第88話「大江戸の春」（1968年） - 一八
  - 第386話「夏の終り」（1973年） - 楠甚五兵ヱ
- あひるヶ丘77（1968年 - 1969年、フジテレビ） - 団野九平 役（主演）
- 水戸黄門（TBS）
  - 第1部 第11話「二人の黄門さま・伊賀」（1969年10月13日） - 源吉 役
  - 第6部 第27話「箱根の山は天下の嶮・箱根」（1975年9月29日） - 捨六 役
- 一心太助 第23話「三河物語異聞」（1972年、フジテレビ / 国際放映） - 金子源之進 役
- キイハンター（TBS）
  - 第218回「ブラジル農協ギャング捕物帳」（1972年）
- 紫頭巾事件帖 第25話「ドロボー大作戦」（1972年、東京12チャンネル） - 駒造 役
- パパと呼ばないで（1973年5月9日、日本テレビ） - 平野 役
- 赤ひげ（1973年、NHK）
- 長谷川伸シリーズ・江戸の花和尚（1973年、NET）
- 金曜ドラマ・白い影（1973年、TBS）
- それぞれの秋（1973年、TBS）
- 銀河テレビ小説（NHK）
  - 第15回「何処へ」（1973年、NHK） - 石黒清一郎 役
  - 第149回「今ぞ恋しき」（1983年）
  - 第160回「ふるさとシリーズ 港駅」（1984年） - 熊吉 役
  - 第183回「まんが道」（1986年） - 仙田 役
- 前略おふくろ様（1975年 - 1976年、日本テレビ）
- 東芝日曜劇場（TBS）
  - 第1016回「ふれあい」（1976年）
  - 第1026回「幸子の恋」（1976年）
  - 第1087回「びっくり箱」（1977年10月9日） - マスター
- すぐやる一家青春記（1977年、TBS）
- 遠山の金さん 杉良太郎版（NET/東映）
  - 第82話「三割三分三厘」（1977年）-半助
- 新五捕物帳 第162話 - 第196話（1977年 - 1982年、日本テレビ）- 染太
- 土曜ワイド劇場（テレビ朝日）
  - さそり座の女（1978年）
  - 刑事・湿原に幻の鶴を見た（1978年）
  - 尼さん探偵事件帖4 美人霊媒師は知っていた!?（1993年、朝日放送）
- コメットさん（1978年、TBS）
- やる気満々（1979年、TBS）
- 大河ドラマ 獅子の時代（1980年、NHK）
- 噂の刑事トミーとマツ 第17話「キン好きトミ好き、マツ嫌い」（1980年） - 猿渡 役
- 木曜ゴールデンドラマ（読売テレビ）
  - 雪国・純白の雪と湯煙りに燃える恋!（1980年）
  - 花嫁の父（1981年） - 渥美清主演
  - 嫁と姑・おんなの立場（1983年）
  - 遺産戦争（1983年）
- 熱中時代 第2シリーズ 第4話「家庭訪問トラブル・ノート」（1980年、NTV） - 管理人
- 土曜ナナハン学園危機一髪「グッバイ・ミュージック・メイト」（1980年9月27日、フジテレビ） - 山崎 役
- 小児病棟 〜カネボウヒューマンスペシャル(1)〜（1980年12月3日、日本テレビ） - 露口 役
- 山を走る女（1981年11月19日、日本テレビ） - そば屋の店主 役
- ドラマ人間模様（NHK）
  - 太陽の子 てだのふあ（1982年） - ろくさん 役
- 気分は名探偵 第7話「ヤア! と言った男」（1984年、日本テレビ） ‐ 小林兵吉 役
- ママ、大変だァ!（1985年、テレビ朝日） - 木島松夫 役
- 木曜ドラマストリート（フジテレビ）
  - 払い戻した恋人（1985年）
  - あいつと私（1986年） - 三郎の義父
- 父の詫び状（1986年、NHK）
- 三代目はおニャン子お嬢様!?花吹雪893組（1986年、フジテレビ）
- 裸の大将（関西テレビ）
  - 第31話「下駄の鳴る丘」（1989年） - 松野
- 遥かなるわが町（1990年、TBS）
- いつか好きだと言って（1993年、TBS）
- 天気予報の恋人（2000年、フジテレビ）
- 京極夏彦 「怪」 第3話「赤面ゑびす」（2000年7月20日、WOWOW） - 版元 役
- 彼女が死んじゃった。 第7話（2004年2月28日、日本テレビ）
- 南くんの恋人（2004年、テレビ朝日）

### バラエティ
- おとなの漫画（1959年 - 1964年、フジテレビ）
- シャボン玉ホリデー（1961年 - 1972年、日本テレビ）
- センリばあさんのクレイジー大変記（1966年、NET）
- 植木等ショー（1967年 - 1968年、TBS）
- 8時だョ!出発進行（1971年、TBS）
- クレージーの奥さ〜ん!（1973年 - 1976年、フジテレビ）

### CM
- 大日本除虫菊（金鳥）「キンチョール」（1966年 - 1970年）
- サントリー「サントリー生ビール ナマ樽」（1986年）

## 作曲作品
- 「ナカナカ見つからない」（スリーファンキーズ、1962年）
- 「明日をみつめて」（弘田三枝子、1963年）
- 「そっと一人に」(弘田三枝子、1963年)

## 演じた俳優
- 小林のり一（日本テレビ「シャボン玉の消えた日」、1989年）